# Hyldemor i Saltlageret - en koncertoptagelse
|  | Denne artikel er oprettet af botten Steenthbot ud fra en ekstern database. Den kan derfor have sproglige fejl eller mangler. Denne skabelon kan fjernes efter kontrol af indholdet. |

Hyldemor i Saltlageret - en koncertoptagelse er en dansk dokumentarfilm fra 1975.

## Handling
Koncertoptagelse med bandet Hyldemor på Saltlageret i København 1975.